# Aviacon Zitotrans
Aviacon Zitotrans (russisch Авиакон Цитотранс) ist eine russische Frachtfluggesellschaft mit Sitz in Jekaterinburg. Sie wurde 1995 gegründet und besitzt mit Stand vom Juni 2015 neun Iljuschin Il-76 (zwei stillgelegt). In der Vergangenheit betrieb die Aviacon Zitotrans auch Flugzeuge des Musters Tupolew Tu-154.
Das Unternehmen ist auf den Lufttransport von schweren und übergroßen, wertvollen, gefährlichen Gütern, Luft- und Raumfahrtausrüstung, Seecontainern, humanitären, staatlichen, militärischen und lebenden Gütern auf der IL-76 TD auf der ganzen Welt spezialisiert. Das Unternehmen beschäftigt über 170 Mitarbeiter und seine Hauptbasis ist der internationale Flughafen Koltsovo in Jekaterinburg.